# Долина п'яти польських ставків
49°12′35″ пн. ш. 20°02′13″ сх. д. / 49.2097° пн. ш. 20.0369° сх. д.

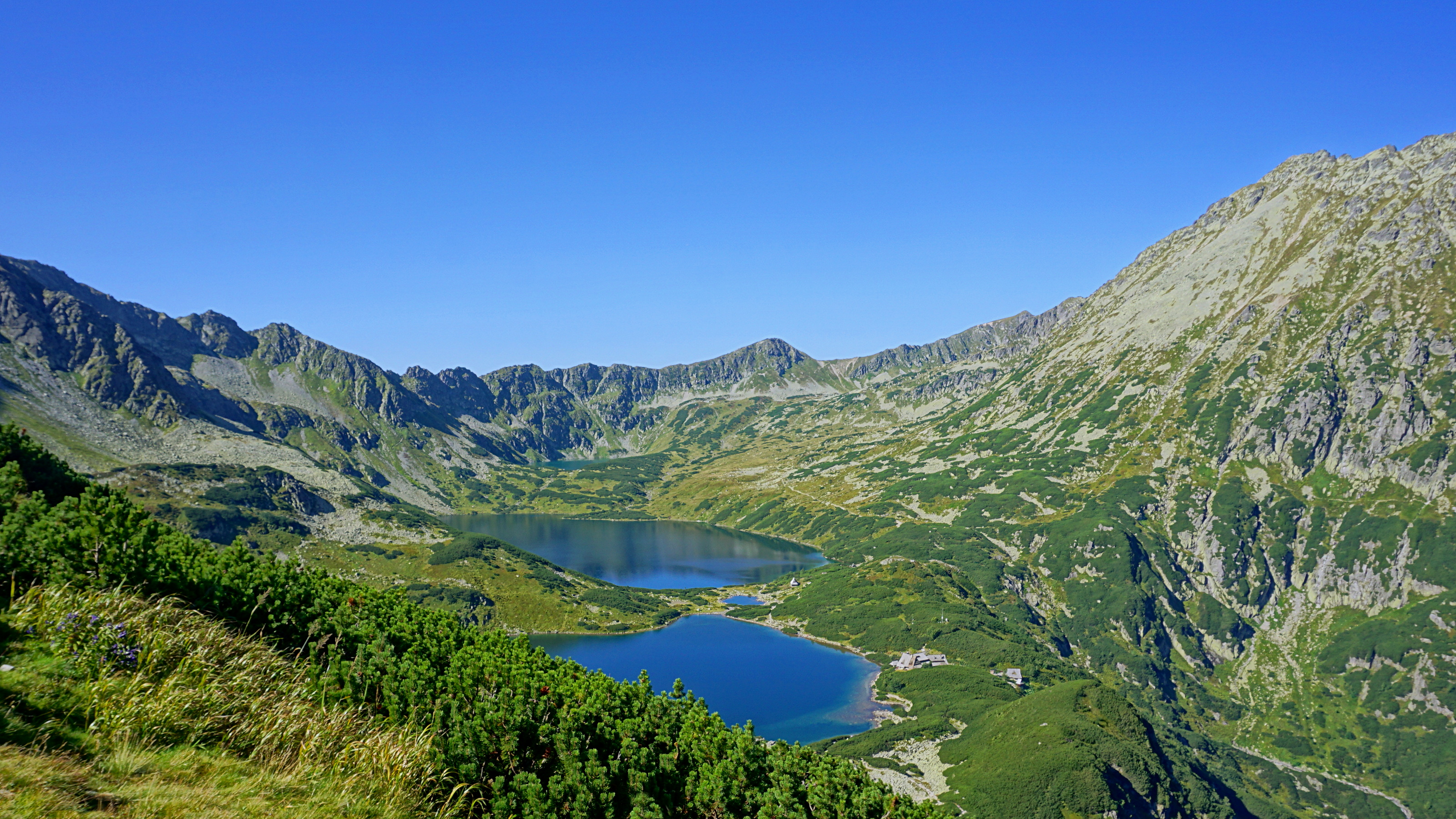
Долина П’яти польських ставків від стежки через Світовку Розтоцьку

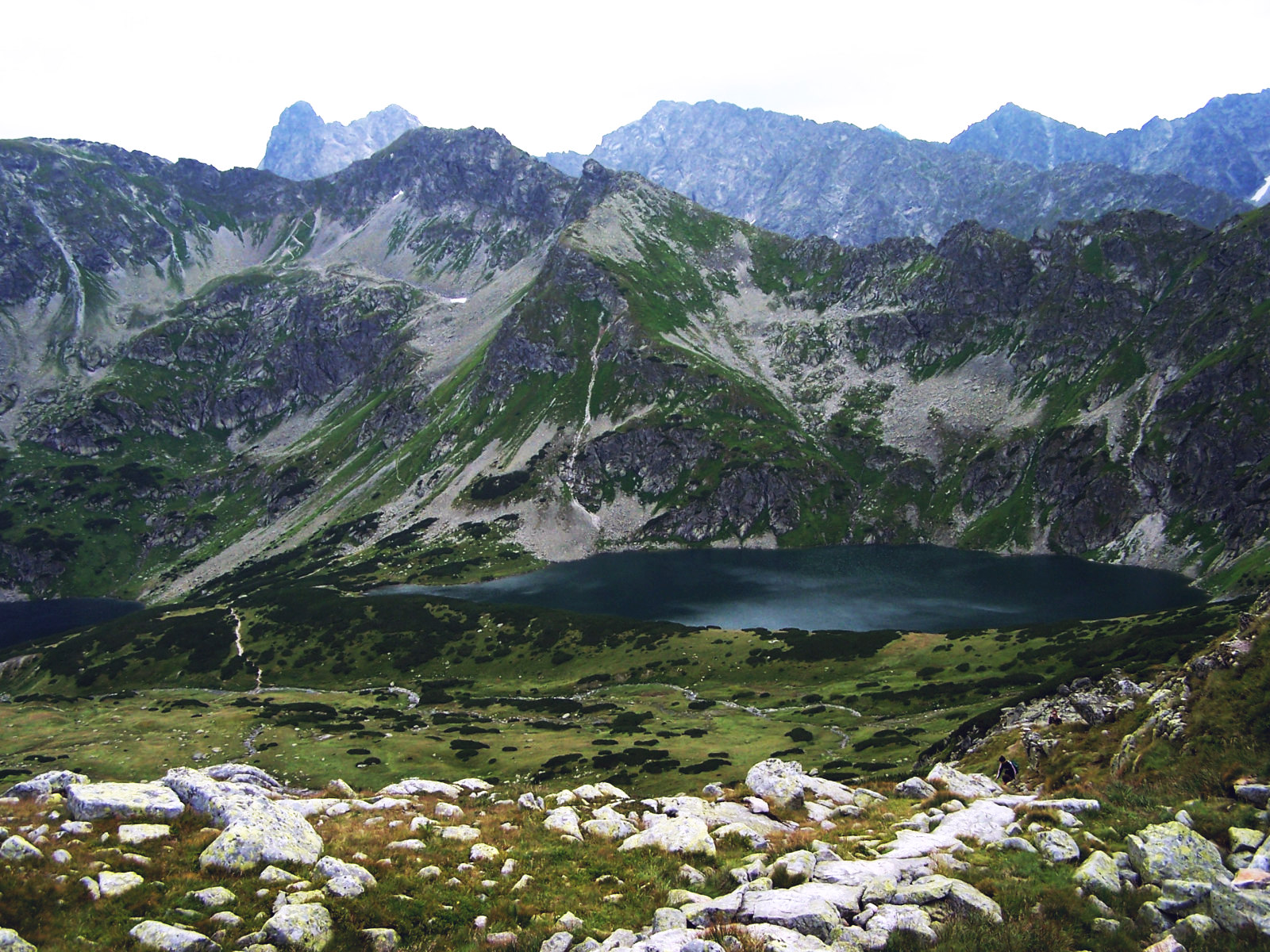
Czarny Staw Polski та Szpiglasowy Wierch

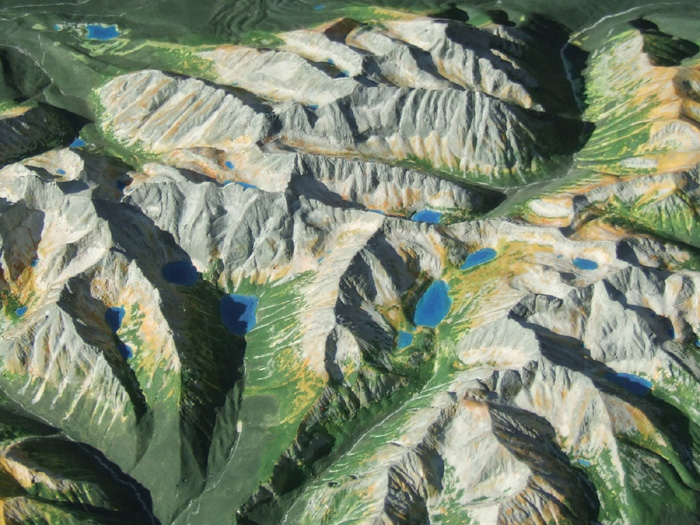
Долина П’яти польських ставків та Риб’ячого потоку на пластиковій карті Татр

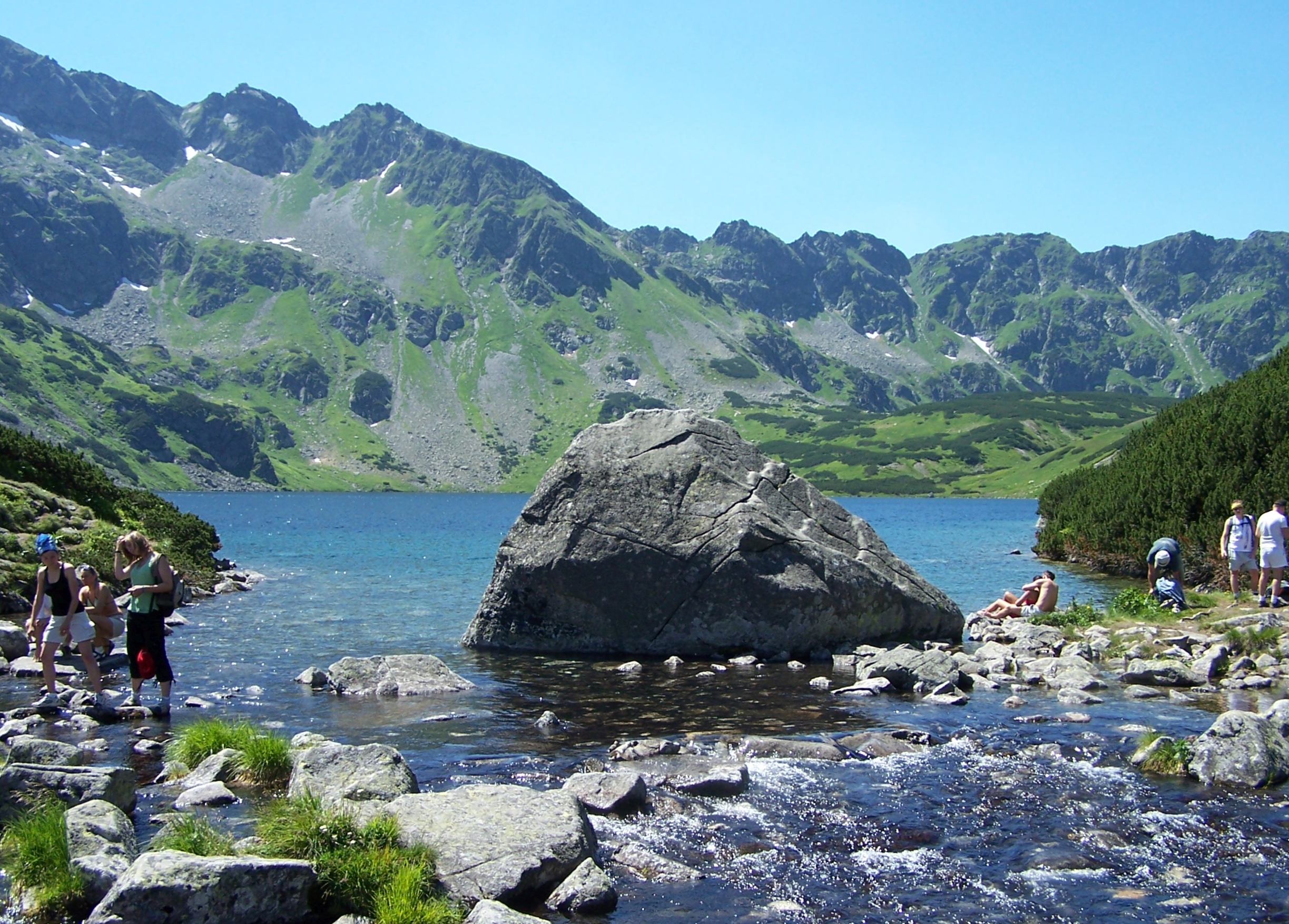
Валун у Великих Штатах

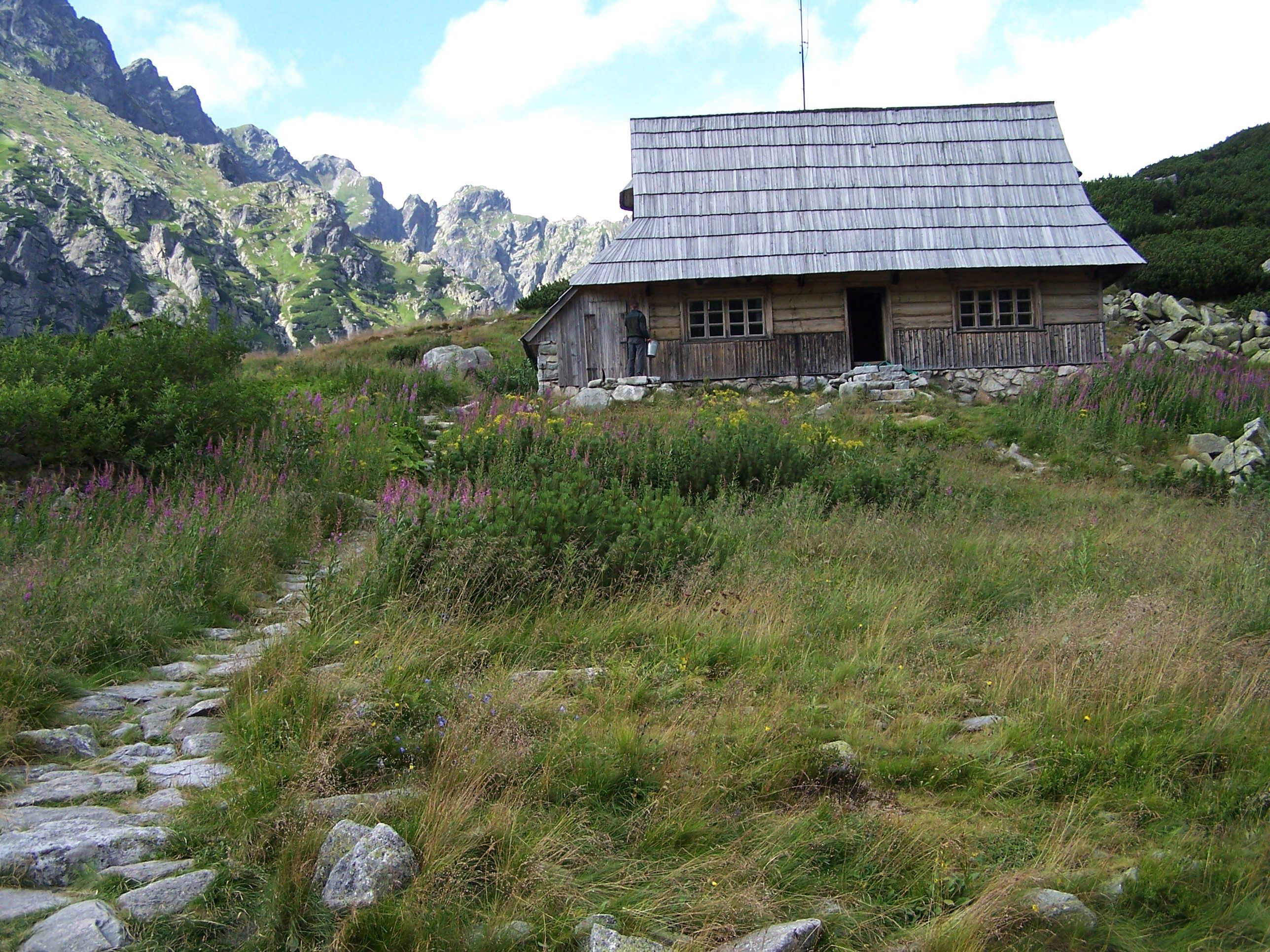
Вартова башта

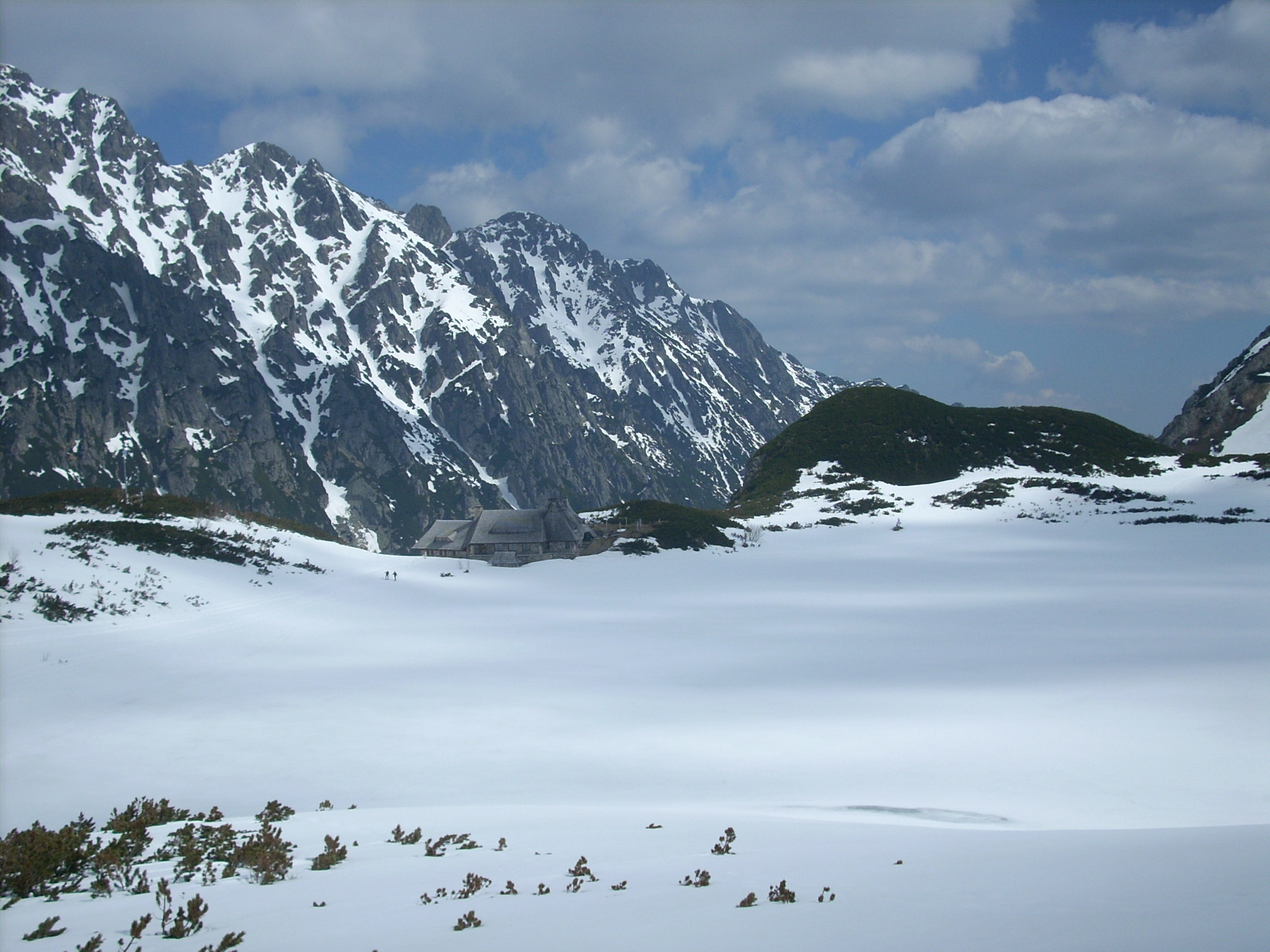
Укриття в долині на тлі гір

Долина п'яти польських ставків   - долина у високих Татрах  .

## Найменування
Первісна, народна назва долини була Пентостав  . На початку туризму в Татрах була введена назва Долина п'яти ставків. У словацьких Татрах є ще одна долина з такою ж назвою. Для того, щоб розрізнити ці долини, обидві назви були заповнені, і в наші дні існують Доліна Пієцю Ставув Польський та Доліна Пієцю Ставув Спіскіч.  Обидві долини названі на честь своїх озер (їх називають ставками в Татрах), але насправді, як на польській, так і на словацькій стороні Татр, у цих долинах є не п'ять, а шість ставків. Швидше за все, з польської сторони найменший з них (Воле Око ) вважався негідним назви ставу  .

## Топографія
Це гілка долини Бялки, верхній поверх долини Розтоки, відокремлений від неї високою ставковою стіною . Долину оточують  хребти і вершини:
- головний хребет Татр від Świnica через Walentkowa хребет до Gładkiego Верху - на цій ділянці вона межує з долиною Cicha.
- Липтовські Мури та решта хребта до Шпігласових Верхів, що відокремлює його від долини Копрови
- північно-східний хребет Шпігласовий Верх від Шпігласового Верха через хребет Медзьяна до нижнього, північного кінця Опалоного Верху - тут долина межує з долиною Рибего Потоку
- рукав, що простягається від північної вершини Опалоного Верху через Свістову Чубу до високої стіни ставка, з якої падає водоспад Сіклава. Він відокремлює Долину п'яти польських ставків від долини Розтока,
- східний хребет Свіниці від Свіниці до Козі Верх, відокремлюючи його від долини Гасенікова [3] .

Верхні поверхи утворені двома  долинами. У продовженні долини виділяються: Вижне Сольнісько, Нижне Сольнісько, Нове Сольнісько, Старе Сольнісько. Окрім вершин, що піднімаються в хребтах, у долині є ще менші пагорби: була Niedźwiedź біля Медзьяна та Валенткова Копка в Долинці біля Коло  .

## Опис долини
Високогорна, післяльодовикова долина, довжиною 4 км, шириною 2 км і площею 5,5 км², розташована в національному парку Татри на висоті приблизно 1625-1900 м. ". Ландшафт долини складається з гранітних вершин Високих Татр, величезних рівнин,   великих валунів,  мерехтливої поверхні озер, пасовищ та ділянок гірської сосни. Льодовик вирізав у долині велике серпоподібне дно, вершини якого звернені на північний захід та на північний схід. У долині є кілька льодовикових озер загальною площею 61 га. Найбільший з них - Великий польський ставок, розташований на висоті 1665 року м над рівнем моря (31.14 га, глибина 79,3 м). Інші озера: Zadni Staw Polski, Czarny Staw Polski, Mały Staw Polski, Przedni Staw Polski та Wole Oko. Останній ставок - це найменше і сезонне озеро  .
У минулому долина була пасовищною. До Другої світової війни Татрське товариство вже почало купувати територіюу гірців (воно придбало 24% акцій). У 1956 році Татранський національний парк обмежував випас худоби, і в 1963–65 роках шляхом придбання чи експропріації вся територія долини стала власністю Національного парку Татри, який ліквідував тут скотарство. Пасли корів до 1968 року 
На північно-західному узбережжі Великих Штавів знаходиться історична кам'яна колиба з дерев'яним похилим дахом. Це найстаріша споруда цього типу в горах Татри, що датується 17 століттям  .

## Флора і фауна
Схили гір і дно долини вкриті гірською сосною та іншими альпійськими рослинами (в долині не росте жодне дерево, крім однієї модрини на Великому Ставі)  . Багата на види флора.Тут поширені  аконіт, великоголова саусурея, горобина, гнідоша Хаке, татранський мох, осока лахенальська, осока дрібноквіткова та осока карпатська — дуже рідкісні рослини, що зустрічаються в Польщі лише на декількох ділянках. Район долини є притулком для диких тварин: ведмедя, серни, бабака, оленя та рисі.

## Туризм
Туристи відвідують цю долину з початку 19 століття.  Наприкінці XIX століття була виділена мережа туристичних маршрутів. Долину відвідують і взимку, що не завжди закінчується щасливо. У березні 1976 року двоє досвідчених туристів померли від виснаження,  під час морозного снігового шторму. Їх знайшли мертвими лише за десяток метрів від притулку .
Польське товариство Татр побудувало невеличку імпровізовану будівлю, що прихистла туристів. Нинішній притулок, розміщений біля Пржедні, був побудований у 1948–1953 роках. Це найвищий притулок у польській частині Татр і названий на честь Леопольда Свіжа .
Долина має густу мережу туристичних стежок. Він також доступний взимку, як для туристів, так і для лижників, які можуть займатись тут гірськолижним альпінізмом. Це також один з регіонів, де практикується альпінізм. Серед гірців найпопулярнішим є Замарла Турня .